# Joana de Moura Corte Real y Moncada
Juana de Moura Corte Real y Moncada (meados do século XVII — Veneza, 28 de julho de 1717) foi uma aristocrata espanhola de origem portuguesa, mas estabelecida na Itália por via dos seus dois matrimonios. Foi princesa consorte de San Gregorio, e, suo jure, duquesa de Nocera e marquesa de Castelo Rodrigo.